# Igreja Presbiteriana da Coreia (TongHap)
A Igreja Presbiteriana da Coreia (TongHap) - em coreano 대한예수교장로회(통합) - é uma denominação protestante reformada fundada na Coreia do Sul. 
Foi formada em 1959, como um dos dois ramos sucessores da Igreja Presbiteriana na Coreia, a primeira denominação presbiteriana coreana do país.
A partir de 2022 é a segunda maior denominação protestante no país em número de membros.

## História
O Presbiterianismo chegou à Coreia no século XIX. O primeiro ministro presbiteriano coreano foi Suh Sang-ryun, que fundou uma igreja na província de Hwanghae em 1884. 
Pouco anos depois, vários missionários presbiterianos estrangeiros chegaram na península, incluindo Horace Allen, Horace G. Underwood e Henry Davies.
Em 1937, as igrejas presbiterianas tornaram-se em sua maioria, independentes do apoio financeiro das igrejas dos Estados Unidos da América.
As igrejas presbiterianas sofreram grande perseguição no país no período da Segunda Guerra Mundial e a ocupação japonesa na Coreia. Em 1947 a denominação se organizou como Igreja Reformada na Coreia. Posteriormente o nome foi alterado para  Igreja Presbiteriana na Coreia. 
Na  mesma década, a igreja sofreu tensões por questões teológicas e ecumênicas, que resultaram na formação de diversas denominações presbiterianas.
Em 1952, a Igreja Presbiteriana na Coreia (Kosin), um ramo conservador, se separou. 
Em 1953, a Igreja Presbiteriana na República da Coreia, um ramo mais liberal, foi formado. 
O ramo principal, a Igreja Presbiteriana na Coreia reuniu a grande maioria dos presbiterianos até 1959. 
Neste ano, essa denominação se dividiu em duas partes, a Igreja Presbiteriana na Coreia (HapDong) (o ramo mais conservador e opositor do ecumenismo) e a Igreja Presbiteriana na Coreia (TongHap) (o ramo mais liberal e ecumênico). 
Depois disso, vários grupos menores se separaram de ambas as denominações principais. 
Existem atualmente cerca de 100 denominações presbiterianas no país. 
A Igreja Presbiteriana da Coreia (TongHap) é o segundo maior grupo presbiteriano do país atualmente, atrás apenas da Igreja Presbiteriana na Coreia (HapDong).

## Doutrina
A denominação subscreve o Credo dos Apóstolos e a Confissão de Fé de Westminster. Tem uma visão ecumênica e mais liberal que a maioria das denominações presbiterianas do país, de modo que admite a ordenação de mulheres e uma visão crítica da Bíblia.

## Demografia
| Ano  | Igrejas | Membros   |
| ---- | ------- | --------- |
| 2004 | 7.158   | 2.489.717 |
| 2005 | 7.279   | 2.539.431 |
| 2006 | 7.475   | 2.648.852 |
| 2007 | 7.671   | 2.686.812 |
| 2008 | 7.868   | 2.699.419 |
| 2009 | 7.997   | 2.802.576 |
| 2010 | 8.162   | 2.852.311 |
| 2011 | 8.305   | 2.852.125 |
| 2012 | 8.417   | 2.810.531 |
| 2013 | 8.594   | 2.808.912 |
| 2014 | 8.731   | 2.810.574 |
| 2015 | 8.843   | 2.789.102 |
| 2016 | 8.984   | 2.730.900 |
| 2017 | 9.096   | 2.627.696 |
| 2018 | 9.190   | 2.554.227 |
| 2019 | 9.288   | 2.506.985 |
| 2020 | 9.341   | 2.392.919 |
| 2021 | 9.421   | 2.358.914 |
| 2022 | 9.476   | 2.302.682 |
| 2023 | 9.473   | 2.207.982 |

TongHap apresentou um crescimento constate no número de igrejas no Século XX. O número de membros cresceu constantemente entre 2004 e 2010, ano em que passou a declinar. Ainda assim, a denominação acumulou um crescimento de 12,02% no número de membros entre 2004 e 2015. Entre 2015 e 2018 a igreja enfrentou novo declínio de cerca de 9% dos seus membros. 
Em 2022, a denominação relatou novo declínio em número de membros, chegando a 2.302.682, a menor quantidade de membros desde 2004, quando começou a publicar suas estatísticas. Todavia, simultaneamente, a denominação continua crescendo em número de igrejas e pastores, atingindo o pico de 9.476 igrejas e 22.180 pastores em 2022.

## Relações Inter-eclesiásticas
A igreja faz parte do Concílio Mundial de Igrejas, da Comunhão Mundial das Igrejas Reformadas, Conferência Cristã da Ásia, do Conselho Mundial de Missão e do Conselho Nacional de Igrejas na Coreia. 